# Vilajuïga
Vilajuïga è un comune spagnolo di 982 abitanti situato nella comunità autonoma della Catalogna.